# Свідок (фільм, 2023)
«Свідо́к» (рос. Свидетель) —  російський пропагандистський фільм 2023 року режисера Давіда Дадунашвілі. Вийшов у прокат 17 серпня. У головній ролі — Карен Бадалов.
Від початку робочою назвою фільму була «Музикант», проте через заколот Пригожина стрічка була перейменована. Творці фільму отримали субсидію Міністерства культури РФ на виробництво ігрового повнометражного фільму «соціально значущої тематики про глобальні геополітичні та соціальні зміни в історії сучасної Росії».
Зйомки проходили з 25 листопада 2022 року до 25 квітня 2023 року у Твері.
Фільм провалився в російському прокаті одразу після виходу. Він зібрав менше ніж 7 мільйонів рублів за перші вихідні прокату при бюджеті у 200 мільйонів; в середньому, на один показ приходило 4 глядачі. «Свідок» отримав оцінку 1.0 на міжнародному агрегаторі фільмів IMDb, та увійшов до списку найгірших стрічок в історії людства.

## Сюжет
Бельгійський скрипаль-віртуоз зі своїм менеджером приїжджають до Москви на музичний конкурс наприкінці лютого 2022 року, де знайомляться з українським олігархом і на його запрошення опиняються у Києві — після чого починається повномасштабна війна.
Згідно з сюжетом, скрипаль стає свідком «нелюдських злочинів українських військових».